# Adam Barr
Adam Barr é um produtor e roteirista estadunidense. Ficou conhecido por trabalhar em Will & Grace, Næturvaktin e Suburgatory.